# Daniel Mauroc
Daniel Mauroc est un écrivain, traducteur (depuis l'anglais américain) et revuiste français né en 1926 à Paris, et mort le 4 juin 2007. Il est proche de la génération Beat, ayant fréquenté assidûment les rues de New York.

## Biographie
Daniel Mauroc naît à Paris en 1926, son père était patron d'une maison d'édition. Il grandit à Paris, puis à Toulouse. Durant la Seconde Guerre mondiale, en 1942, à 16 ans, il part en Angleterre, et travaille à la BBC. Il revient en France en 1944, et devient pigiste. Parallèlement, il publie des poèmes et plusieurs pièces de théâtre, dont Les Poutres, pièce en un acte créée au Théâtre de la Huchette en 1954.
À 24 ans, en 1950-1951, il codirige la revue Janus avec Elliott Stein. En 1952, il est publié aux éditions de Minuit, avec son ouvrage Contre-amour, préfacé par Albert Camus.
Puis il part à New York, où il vivra dix ans, et rencontre de nombreux auteurs.
De retour à Paris, il décide de traduire des romans et ouvrages américains, ce qu'il fera des années 1960 jusqu'aux années 1980. Il a entre autres traduit Hubert Selby, Jr., Jerome Charyn ou Tom Wolfe.
En 1976, Daniel Mauroc est, avec John Gelder et Jean-Claude Hache, le cofondateur des éditions Paul Vermont, qu'il anime jusqu'en 1982.
Il meurt en juin 2007, à 81 ans.

### Ouvrages
- Tam-tam blanc, Paris, Aimery Somogy, 1949.
- Il n'y a plus rien à vivre ou La neige cambriole, poème dramatique en deux actes. Suivi de Pays du silence de Ross-Smith. Les Pas Perdus, Marcel Zerbib, Paris, 1951.
- Contre-amour, préface d’Albert Camus, illustré par Jean-Pierre Ponnelle, éditions de Minuit, 1952.
- La Suicide Party, Le Soleil noir, 1954.
- Les Poutres, pièce en un acte créée au Théâtre de la Huchette en 1954. Frontispice de G. Ladrey, Lyon, A. Henneuse - Les Écrivains réunis, 1954, Coll. « Disparate ».
- Le Zouave du pont de l'Alma, Two Cities, Paris, 1961.
- July 16. New Voice in Poetry, a reading avec John Hopper.
- Le Village des évidents, Plasma, 1975 - récit
- Les Hommes-sandwichs, Paul Vermont, 1977 - récit
- Les Étreintes foules, Plasma, 1979 - récit
- Collectif, Les Paris imaginaires, Plasma, 1979.
- Le Fait-tout, Les Amis de Hors-Jeu éditions, 1995.
- La Ressemblance, récits, Ressouvenances, 1997.

### Nouvelles
Participations :
- « Les télécrates », in Ed. Nuit & Jour, Galaxie n° 43, 1957.
- « Les soi-disants [sic] », in Revue Horizons du fantastique n° 14, 1971.

## Théâtre

### Dramaturge
Liste non exhaustive
- 1951 : Sacher-Masoch ou le Christ orphelin, mise en scène Marcel Cuvelier, Poche Montparnasse
- 1954 : Les Poutres, pièce en un acte, Théâtre de la Huchette
- 1964 : Sacher-Masoch, or the Orphian Christ Sophia, en collaboration avec Gwen Leen, 4 juin 1964, MaMa Experimental Theatre Club.

## Traductions
Depuis l'Anglais américain vers le français
- Viña Delmar, Belle aimée (Beloved), Calmann-Lévy, 1961
- David Divine, Les neuf jours de Dunkerque (The nine days of Dunkirk), Calmann-Lévy, 1964
- William Menaker et Esther Menaker, Ego en évolution (Ego in evolution), Bloud et Gay, 1969
- Gershon Legman, Oragénitalisme : techniques de l'amour oral, (Oragenitalism), Paris, Truong, 1970
- Oscar Wilde :
  - La Ballade de la geôle de Reading (The ballad of Reading gaol), Paris, Librairie Saint-Germain-des-Prés, 1970
  - L'homme et son âme devant la société (The soul of the man under socialism), J.J. Pauvert, 1971
  - Vera ou les Nihilistes : pièce en 4 actes et un prologue (Vera : or the Nihilists), P. Vermont, 1977
- James Leasor, Atout Love, Presses de la Cité, 1971
- Mark Steadman, Quoi de neuf en Géorgie ? Chronique du comté McAfee (McAfee county, a chronicle), Éditions du Seuil, 1974
- David Dalton, James Dean, le rebelle (James Dean, the mutant king), cotraduit avec François Lasquin, Le Sagittaire, 1975
- Tom Wolfe, Acid Test (The Electric kool-aid acid test), Paris, Seuil, 1975
- John Cowper Powys, La Fosse aux chiens (The Inmates), Éditions du Seuil, 1976
- Hal Bennett, Le Septième ciel (Seventh heaven), Paris, Stock, 1978
- Gertrude Stein, Ida (Ida), Paris, Seuil, 1978
- James Carr, Crève !: autobiographie (Bad : the autobiography of James Carr), texte revu par Dan Hammer et Isaac Cronin ; postface de Betsy Carr, Paris : Stock, 1978
- Jerome Charyn :
  - Le Ver et le solitaire (Secret Isaac), Balland : F. Adel, 1979 - rééd. sous le titre Isaac le mystérieux (Secret Isaac), Paris, Seuil, 1981
  -  Cul bleu (Eisenhower, my Eisenhower), Balland, 1981
  - Poisson-Chat : une vie romancée (The Catfish man), Éditions du Seuil, 1982
  - Darling Bill : une histoire d'amour au Far West (Darlin' Bill), Paris, Éditions du Seuil, 1983
- Scott Spencer, Un Amour infini (Endless love), Paris, France loisirs, 1982
- Robert Coover, Le Bûcher de Times square (The Public burning), Seuil, 1980
- Emmett Grogan, La Dernière manche (Final score), Éditions du Seuil, 1980
- Hubert Selby, Jr., Retour à Brooklyn (Requiem for a dream), Paris, Les Humanoïdes associés, 1980
- Thomas Sanchez : Boulevard des trahisons (Zoot-suit murders), Seuil, 1989 - trad. revue par l'auteur, rééd. sous le titre American zazou , Gallimard, 2006